# ساري قية (مراغة)
ساري قية هي قرية في مقاطعة مراغة، إيران. عدد سكان هذه القرية هو 339 في سنة 2006.